# Don Juan en los infiernos
Don Juan en los infiernos és una pel·lícula espanyola dirigida per Gonzalo Suárez l'any 1991.

## Argument
Tot transcorre en els temps de Felip II quan comença a perdre totes les terres conquerides pel seu pare Carles I. Davant d'aquest panorama apareix Don Joan (Fernando Guillén), un home que veurà complerts els seus desitjos...

## Repartiment
- Fernando Guillén: 	Don Juan
- Mario Pardo: 	Esganarel
- Charo López: 	Doña Elvira
- Héctor Alterio: 	Pare de Don Juan
- Ana Álvarez: 	Noia India
- Manuel de Blas:
- Iñaki Aierra: 	Rei Felip II
- Olegar Fedoro: 	Marit
- Yelena Samarina: 	Dama Ermita
- Ayanta Barilli: 	Dama
- Alicia Sánchez: 	Prostituta
- Gabriel Latorre: 	Servent Dama
- Celestino Diaz: 	Servent Doña Elvira
- Carmen Lozano: 	Superiora
- Fernando Ransanz: 	Bisbe

## Comentaris
Basat en  Don Joan o el festí de pedra de Molière. La pel·lícula va ser rodada a Madrid, Segòvia, El Escorial, Toledo, Sanabria, Guadalajara i Conca.
- "Suárez fa una de les seves millors pel·lícules amb aquesta excessiva, barroca, preciosista i inquietant adaptació del mite de Don Juan. El carro tirant del cargol de mar i l'últim viatge cap a la mort amb barca no s'oblida"[3]

## Premis i nominacions
1991

### Premis
- Premi Goya a la millor interpretació masculina protagonista per Fernando Guillén

### Nominacions
- Premi Goya a la millor pel·lícula
- Premi Goya a la millor música original per Alejandro Massó
- Premi Goya a la millor fotografia per Carlos Suárez
- Premi Goya a la millor direcció artística per Wolfgang Burmann
- Premi Goya a la millor direcció de producció per Alejandro Vázquez
- Premi Goya al millor disseny de vestuari per Yvonne Blake